# Cartoon Network Speedway
Cartoon Network Speedway es un videojuego de carreras de karting lanzado para la Game Boy Advance en 2003. Distribuido por Majesco Entertainment y desarrollado por DC Studios, el juego cuenta con personajes de series animadas originales de Cartoon Network; Ed, Edd y Eddy, Johnny Bravo, Coraje el perro cobarde, Cow and Chicken, y Sheep en la gran ciudad.

## Jugabilidad
La jugabilidad de Cartoon Network Speedway dispone de 12 conductores, 12 pistas, guardado por contraseña, y soporte para cable link para dos jugadores con múltiples cartuchos de juego. El juego no tiene función de modo contrarreloj.

### Personajes
- Coraje
- Vaca
- Pollito
- Ed, Edd y Eddy
- Johnny 2x4
- Johnny Bravo
- Muriel
- Pequeña Suzy
- Hombre Rojo
- Sheep
- Swanky
- Supervaca

## Recepción
El juego recibió reseñas mixtas por parte de los críticos y los gamers. En IGN, recibió un 3 de 10, y el analista Craig Harris dijo que «Cartoon Network Speedway es uno de los juegos de karting más descuidados y genéricos lanzados en la Game Boy Advance». Actualmente, posee una calificación de 53% en GameRankings. También recibió un 65 de 100 de Next Level Gaming, un 3 de 5 de Nintendo Power, y un 58 de 100 de VG-Force. Las quejas se centraron en los gráficos malos y cortados, el ritmo lento, el hecho de que personajes de El laboratorio de Dexter y Las chicas superpoderosas (ambas franquicias populares de Cartoon Network) no estuvieran disponibles, y la falta de desafío.